# اچ‌دی ۱۶۷۹۶۵
اچ‌دی ۱۶۷۹۶۵ یک ستاره است که در صورت فلکی شلیاق قرار دارد.